# پیمان العقیر

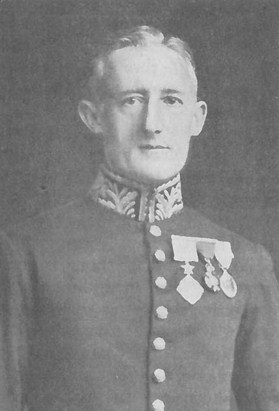
مرتبط

پیمان العقیر، پیمانی است بین عربستان و عراق که در دوم دسامبر ۱۹۲۲ بین عبد العزیز بن عبد الرحمن آل سعود و ملک فیصل اول پادشاه عراق بسته شد.
از آن جا که هر یک از دو کشور ادعاهای مرزی خود را داشتند، بریتانیا که ادامه شرایط موجود را به نفع منافع خود نمی‌دید با میانجی‌گری بین دو کشور تازه تأسیس، این پیمان مرزی را منعقد ساخت.

## محتوای پیمان
به موجب این پیمان منطقه‌ای به شکل لوزی و به گستردگی ۲۵۰۰ کیلومتر از مرزهای باختری کویت در محل اتصال وادی الاوجا و وادی الباطن به عنوان منطقه بی‌طرف بین عراق و عربستان ایجاد شد تا ضمن جلوگیری از رفت‌وآمد قبایل کوچ رو در آن منطقه، از بروز تنش‌های مرزی جلوگیری شود.
این پیمان مانع از بروز اختلاف‌ها و تنش‌های مرزی در آینده نشد و دو کشور سه بار دیگر طی سال‌های ۱۹۳۸، ۱۹۷۵ و ۱۹۸۱ پیمان‌های مرزی دیگری به منظور تعیین حدود دقیق مرزهایشان به امضا رساندند.